# Kozjek
Kozjek je priimek v Sloveniji, ki ga je po podatkih Statističnega urada Republike Slovenije na dan 1. januarja 2010 uporabljalo 474 oseb.

## Znani nosilci priimka
- Ajda Kozjek, umetnostna zgodovinarka, kustosinja
- Andreja Kozjek, konservatorka-restavratorka knjig (NUK)
- Domen Kozjek, gostinsko-turistični strokovnjak, menedžer?, utlramaratonec
- Franc Kozjek (*1938), farmacevt, univ. profesor
- Jure Kozjek (*1982), hokejist
- Jure Kozjek, balinar
- Jurij  Kozjek, športni padalec
- Katarina Kozjek, violončelistka
- Katja Kozjek Mihelec, meteorologinja
- Maša Kozjek (*1974), ilustratorka, grafična oblikovalka
- Mihael Kozjek, muzikolog, glasbeni urednik
- Nada Rotovnik Kozjek (*1963), zdravnica in športnica
- Pavle Kozjek (1959—2008), plezalec, alpinist, himalajist
- Tatjana Kozjek (*1980), strokovnjakinja za ravnanje z zaposlenimi (doc. FU UL)